# Nobu McCarthy
Nobu Atsumi McCarthy (Ottawa, 13 de noviembre de 1934 - Londrina, 6 de abril de 2002) fue una actriz canadiense conocida por su rol en la película Karate Kid II.

## Biografía
Nació en Ottawa, Ontario, Canadá, el 13 de noviembre de 1934. Comenzó su carrera como actriz en 1958, en la serie de televisión Meet McGraw y en las películas The Hunters y  The Geisha Boy. A la edad de 51 años se integró al elenco de la película Karate Kid II, interpretando a Yukie.
Falleció en Londrina, Paraná, Brasil, el 6 de abril de 2002, de un ataque al corazón a la edad de 67 años.

## Filmografía
- Gaijin 2 (2005, póstumo)
- Any day now (2000)
- Last Chance (1999)
- Painted desert (1993)
- Pacific Heights (1990) - Mira Watanabe.
- Playa de China, serie de televisión (1990)
- Ann Jillian (1990)
- The Wash (1988)
- Magnum P.I. (1987)
- Karate Kid II (1986)
- Vacaciones en el mar (1980-1983)
- Arnold (1982)
- Quincy M.E. (1979)
- Hawaii 5-0 (1978)
- Vida y milagros del capitán Miller (1976)
- Farewell to Manzanar (1976)
- Happy Days (1976)
- El caballero azul (1976)
- El mago (1974)
- Kung fu (1973)
- Lost Flight (1970)
- Love American Style (1969-1970)
- Ladrón sin destino (1969)
- Felony Squad (1968)
- Batman (1968)
- El agente de CIPOL (1967)
- Las aventuras de Tarzán (1966)
- Jim West (1966)
- Mr. Ed (1965)
- Perry Mason (1959-1965)
- The Bing Crosby Show (1965)
- Bob Hope Presents The Chrystal Theatre (1965)
- Breaking Point (1964)
- Amores con un extraño, de Robert Mulligan (1963) (no acreditada)
- Caravana (1962)
- Ajedrez fatal (1962)
- Follow the sun (1961-1962)
- Laramie (1961)
- Dos amores (1961)
- Adventures in Paradise (1959-1961)
- The Islanders (1960)
- Walk Like a Dragon, de James Clavell (1960)
- Johnny Staccato (1959)
- Five Gates to Hell (1959)
- Investigador submarino, serie de televisión (1959)
- The Red Skelton Show (1959)
- Playhouse 90 (1959)
- Tokyo after Dark (1959)
- Pony Express (1959)
- Tú, Kimi y yo (1958)
- Entre dos pasiones (1958)
- Meet McGraw (1958)